# Campton (Kentucky)
Campton ist eine Stadt und county seat im Wolfe County des US-Bundesstaats Kentucky. Das U.S. Census Bureau hat bei der Volkszählung 2020 eine Einwohnerzahl von 316 ermittelt.

## Geografie
Nach Angaben des United States Census Bureau hat die Stadt eine Gesamtfläche von 2,8 Quadratkilometern, davon sind 0,10 km Quadratkilometer (3,57 %) Wasser.

## Geschichte
Am 17. März 1870 wurde der Ort gegründet. Campton war eine Lagerstadt mit einem kleinen Bach, dem Swift Creek (benannt nach Jonathan Swift aus der Legende von Swift’s silver mine), der durch die Stadt fließt. Swift hat angeblich einen Schatz in der Gegend vergraben, der nie geborgen wurde.
Von 1907 bis 1928 hatte Campton Bahnanschluss durch die Mountain Central Railway, deren Strecke mit einer Spurweite von 914 mm etwa 19 km westwärts nach Campton Junction führt, das wiederum an einer regelspurigen Bahnstrecke der Lexington and Eastern Railway lag.

## Demografie
2020 hatte der Ort 316 Einwohner und damit verlor er rund ein Viertel der Einwohner im Vergleich mit 2010.

### Einwohnerentwicklung
| Einwohner | Einwohner | Einwohner |
| Jahr      | Einwohner | %±        |
| --------- | --------- | --------- |
| 1870      | 67        | —         |
| 1880      | 102       | 52,2 %    |
| 1890      | 317       | 210,8 %   |
| 1900      | 276       | −12,9 %   |
| 1910      | 326       | 18,1 %    |
| 1920      | 277       | −15,0 %   |
| 1930      | 337       | 21,7 %    |
| 1940      | 418       | 24,0 %    |
| 1950      | 431       | 3,1 %     |
| 1960      | 484       | 12,3 %    |
| 1970      | 419       | −13,4 %   |
| 1980      | 486       | 16,0 %    |
| 1990      | 484       | −0,4 %    |
| 2000      | 424       | −12,4 %   |
| 2010      | 441       | 4,0 %     |
| 2020      | 316       | −28,3 %   |

## Bildung
Campton hat eine Bibliothek, die Wolfe County Public Library.

## Kunst und Kultur
Das jährliche Swift Silver Mine Festival findet jedes Jahr am Labor Day-Wochenende statt. Es umfasst eine Parade.